# Coccidencyrtus shafeei
Coccidencyrtus shafeei är en stekelart som först beskrevs av Hayat, Alam och Agarwal 1975.  Coccidencyrtus shafeei ingår i släktet Coccidencyrtus och familjen sköldlussteklar. Inga underarter finns listade i Catalogue of Life.